# Maison de Fitz-James
Pour les articles homonymes, voir Fitz et Fitz-James (homonymie).
 (octobre 2024).
Si vous disposez d'ouvrages ou d'articles de référence ou si vous connaissez des sites web de qualité traitant du thème abordé ici, merci de compléter l'article en donnant les références utiles à sa vérifiabilité et en les liant à la section « Notes et références ».
La maison de Fitz-James, noble famille, originaire d'Angleterre, mais française à partir du maréchal de Berwick, a pour tige James Stuart, duc d'York, roi d'Angleterre sous le nom de Jacques II d'Angleterre, dont le fils naturel, Berwick, fut le 1er duc de Fitz-James.

## Filiation - branche aînée
- Jacques II d'Angleterre
  - Jacques Fitz-James, duc de Berwick (1670-1734)
    - Jacques de Fitz-James 2e duc-pair de Fitz-James
    - François de Fitz-James (1709-1764) 3e duc-pair de Fitz-James
    - Henri de Fitz-James (1711-1731), Colonel du régiment de Berwick Irlandais infanterie
    - Charles de Fitz-James (1712-1787) 4e duc-pair de Fitz-James, par renonciation de son frère François en 1736.
      - Jacques-Charles de Fitz-James (1743-1805) 5e duc-pair de Fitz-James
        - Édouard de Fitz-James (1776-1838) 6e duc-pair de Fitz-James
          - Jacques Marie Emmanuel de Fitz-James (1803-1846), 7e duc de Fitz-James ;
            - Edouard Antoine Sidoine de Fitz-James (1828-1906), 8e duc de Fitz-James ;
              - Jacques Gustave Sidoine de Fitz-James (1852-1944), 9e duc de Fitz-James ;

            - Charles de Fitz-James (1840-1894)
              - Jacques de Fitz-James (1886-1967), 10e duc de Fitz-James

        - Henri Charles François Fitz-James, comte de Fitz-James, né le 7 mars 1805 à Paris, décédé le 28 mars 1883 à Paris, époux de Cécile de Poilly, chevalier de la Légion d'honneur ;

  - Henry FitzJames (1673-1702), 1er duc d'Albemarle ;